# Conaree FC
El Conaree Football Club es un equipo de fútbol de San Cristóbal y Nieves y juega en la SKNFA Superliga, la máxima categoría del fútbol en el país.

## Historia
Fue fundado en el año de 1975 en la ciudad y capital de Basseterre. En la temporada 2000-01 debutó en la SKNFA Segunda División, donde duró hasta 2002-03 cuando logra el ascenso a la SKNFA Primera División en la temporada 2003-04. En la temporada 2004-05 lograría el ascenso histórico a la SKNFA Superliga en la temporada 2005-06. En la temporada 2012-13 logra consagrarse campeón por primera vez en su historia, luego de derrotar ante el St Paul's United.
También ha logrado conquistar 2 títulos de la Copa Nacional de San Cristóbal y Nieves, aunque todavía no ha participado un torneo internacional.

## Palmarés
- SKNFA Superliga: 1

2013
- Copa Nacional de San Cristóbal y Nieves: 2

2013, 2015